# 曼迪巴豪丁县

所在位置

曼迪巴豪丁县(乌尔都语: ضلع منڈی بہاؤالدین)，巴基斯坦旁遮普省的一个县，位于该省北部。总面积2673 km²，总人口1,160,552 (1998)。行政中心为曼迪巴豪丁。

## 行政区划
曼迪巴豪丁县辖有3个乡。